# Сапожников, Дмитрий Иванович
Дмитрий Иванович Сапожников (1857—1900) — писатель
.
Окончил Катковский лицей (1876) и юридический факультет Императорского Московского университета. Служил чиновником по особым поручениям при Лифляндской казённой палате.
Был организатором Симбирской учёной архивной комиссии и музея при ней. На 1-м заседании комиссии в 1895 году он был выбран Правителем дел.
Напечатал:
- Несколько данных к истории Балтийского края. — Ревель: печатня Эстляндск. губ. правл., 1890. — 67 с.
- Ревельский магистрат и императорская комиссия 1725-1728. — 1890
- Самосожжение в русском расколе (Со второй половины XVII в. до конца XVIII): Ист. очерк по архив. документам. — М.: Унив. тип., 1891. — 170 с.
- Письма восточных иерархов (первая половина XVIII века). — Симбирск, 1898.
- Сожжение в Симбирске еретика Ярова. — Симбирск, 1898
- А. Я. Шубин (Историческая заметка). — Симбирск, 1898. — 8 с.
- Вновь найденные рукописи Пушкина. — Симбирск: Губ. тип., 1899. — 28 с. (СПб., 1899).